# Montastruc (Altos Pirenéus)

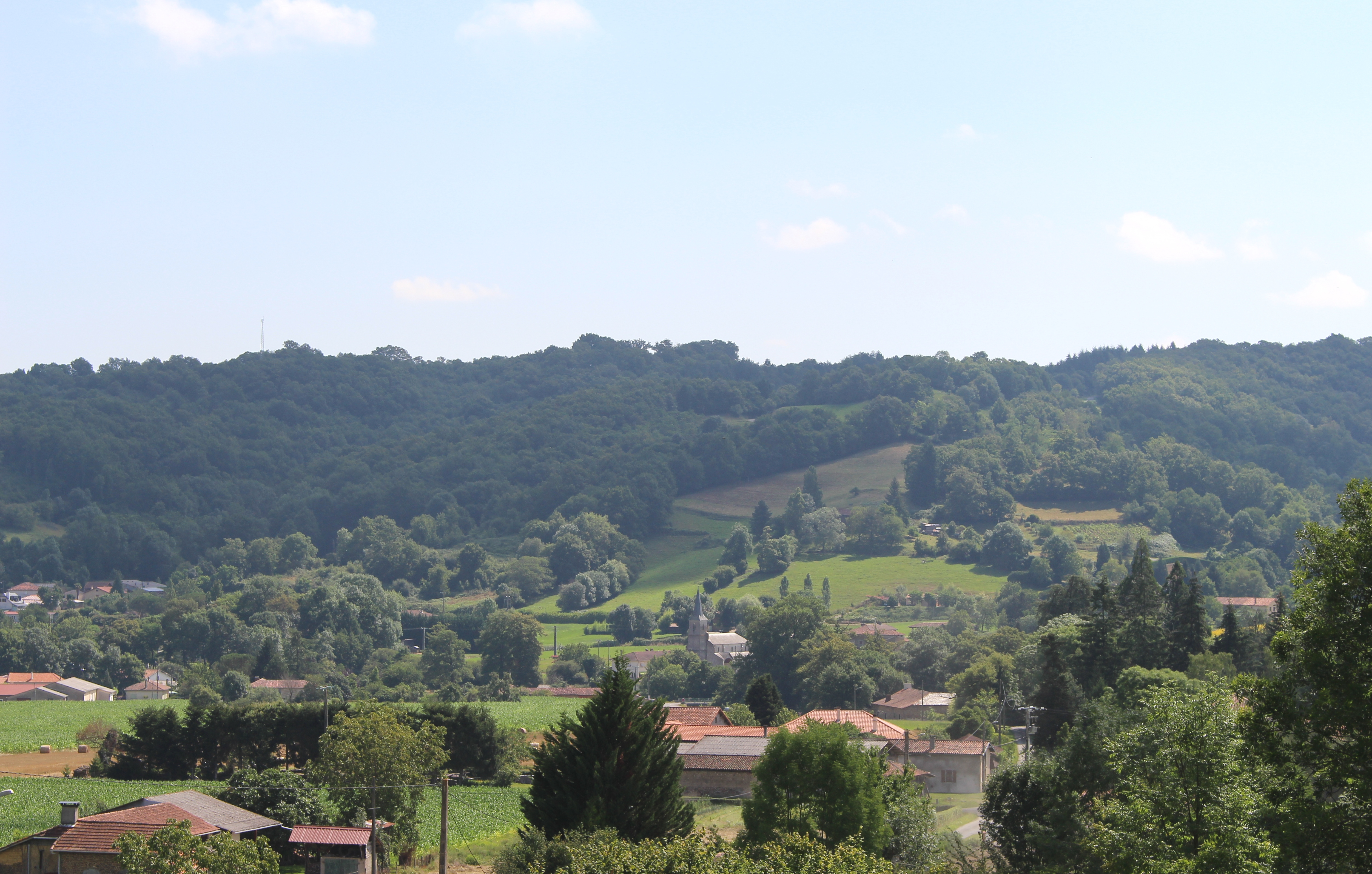
Montastruc (Hautes-Pyrénées)

Montastruc é uma comuna francesa na região administrativa de Occitânia, no departamento dos Altos Pirenéus. Estende-se por uma área de 12,34 km². Em 2010 a comuna tinha 236 habitantes (densidade: 19,1 hab./km²).